# Griselda Pollock
Griselda Pollock (Bloemfontein, 11 de marzo de 1949) es una teórica especializada en artes visuales, analista cultural e historiadora del arte británica especialista en estudios feministas poscoloniales. Ha dedicado parte de su obra al estudio de la relación entre la mujer y el arte. Es conocida por su innovación teórica y metodológica, combinada con lecturas de arte histórico y contemporáneo, cine y teoría cultural. Desde 1977, Pollock ha sido una de las estudiosas más influyentes del arte moderno, de vanguardia, arte posmoderno y arte contemporáneo. También ha ejercido gran influencia en la teoría feminista, la historia del arte feminista y los estudios de género.

## Biografía
Nació en Sudáfrica y se trasladó con sus familia a Canadá donde pasó su adolescencia. Posteriormente se trasladó a Gran Bretaña donde estudió Historia Moderna en la Universidad de Oxford (1967-1970) e Historia del Arte Europeo en el Courtauld Institute of Art (1970-72). Recibió su doctorado en 1980 con un estudio sobre Vincent van Gogh y la pintura de los Países Bajos: una lectura de sus nociones de lo moderno. Después de enseñar en las Universidades de Reading y Mánchester ingresó en la Universidad de Leeds en 1977 como profesora de Historia del Arte y Cine y fue nombrada Catedrática de Historias Sociales y Críticas del Arte en 1990. En 2001 se convirtió en Directora del Centro de Análisis Cultural, Teoría e Historia en la Universidad de Leeds, donde es Profesora de Historias Sociales y Críticas del Arte. En 2017, Griselda Pollock celebró 40 años de docencia en la Escuela de Bellas Artes, Historia del Arte y Estudios Culturales en la Universidad de Leeds.

## Historia del arte
Griselda Pollock destaca especialmente en el marco del feminismo y la historia del arte. Es reconocida por su desafío a los principales trabajos de arte e historia del arte que han excluido el papel de la mujer en el arte y su exploración de las estructuras sociales que han conducido a este proceso de exclusión. Su obra feminista más relevante se organiza alrededor del concepto del museo feminista virtual (The Virtual Feminist Museum).
Uno de sus textos más significativos es "Viejas amantes: mujeres, arte e ideología [Old Mistresses: Women, Art and Ideology]"(1981) escrito junto a Rozsika Parker señalando cómo ha cambiado la perspectiva de inclusión y reconocimiento del trabajo artístico de la mujer y el valor de que se muestre en museos e instituciones. También que el tema de investigación en universidades "sea un arte inclusivo, variado, afirmativo, reflejo de la sociedad multifacética de nuestros días, un arte que reconozca a la mujer y al hombre al mismo nivel" señala la docente Marta Pérez Ibáñez.
En 2017 esta publicación sirvió de inspiración a la artista plástica española María Gimeno para su proyecto-performanceQueridas viejas que tenía como objetivo incorporar a las mujeres al manual de Historia del Arte de Ernst Gombrich ícono del canon establecido y criticado por la ausencia de referencias de mujeres en el volumen.
Por otro lado Pollock investiga la relación entre el arte y el psicoanálisis basándose en el trabajo de los teóricos culturales franceses. En su foco se encuentran temas como el trauma y la estética en el arte contemporáneo. También dirige un proyecto de investigación llamado Concentrationary Memories: The Politics of Representation, centrado en la investigación del legado del totalitarismo en la cultura contemporánea y sus formas estéticas de resistencia, histórica y culturalmente.
Es conocida por su trabajo sobre los artistas Jean-François Millet, Vincent van Gogh, Mary Cassatt, Bracha L. Ettinger, Eva Hesse y Charlotte Salomon.
En 2014, Michael Paraskos sugirió a la BBC que fuera la presentadora de una nueva versión de la serie de televisión de 1969 "Civilization", una serie creada por el historiador de arte Kenneth Clark. Paraskos describió a la profesora Pollock como "una de las pocas autoridades académicas de todo el mundo con todo el conocimiento sobre el alcance de la historia del arte".

## Publicaciones
Ha escrito más de 20 libros sobre diferentes aspectos de la historia del arte, la teoría cultural y el análisis feminista. 
Entre sus principales títulos se encuentran: Old Mistresses: Women, Art and Ideology (1981), junto a Rozsika Parker, o Vision and Difference: Femininity, Feminism and the Histories of Art (1988), entre otros trabajos. Ha sido igualmente editora de Framing Feminism (1987), también junto a Parker y Generations and Geographies in the Visual Arts: Feminist Readings (1996).